# Michel Lagrange (policier)
Pour les articles homonymes, voir Lagrange.
Michel Lagrange, né le 30 juillet 1813 à Mont-Saint-Vincent et mort le 20 octobre 1896 à Paris, est un policier français.
En tant que « commissaire spécial attaché au cabinet du préfet de police » de Paris (1866-1870), il était le chef de la police politique à la fin du Second Empire.

## Biographie

### Jeunesse
Né le 30 juillet 1813 à Mont-Saint-Vincent (Saône-et-Loire), Michel Lagrange est le fils de Marie-Suzanne Lagrange (1788-1868) et de Philibert Lagrange (1783-1855), un militaire de la Grande Armée.
Michel Lagrange débute comme ouvrier mécanicien au Creusot. Il quitte ce premier emploi en 1832 et part travailler à Paris puis à Reims avant de revenir dans la capitale. Hostile à la Monarchie de Juillet, il adhère à la Société des droits de l'homme, dissoute en 1834, puis à la Société des familles, où il utilise le pseudonyme « Schneider », et enfin à la Société des saisons.
En 1836, après l'attentat d'Alibaud contre Louis-Philippe, une rafle est organisée à l'encontre de nombreux membres de sociétés secrètes. Lagrange est ainsi incarcéré au dépôt puis à la prison de La Force. Relâché au bout de quelques jours, il est à nouveau arrêté peu de temps après, en marge de l'affaire Leprestre Dubocage, et inculpé d'association non autorisée et de détention illicite d'armes de guerre. Condamné à cinq mois de prison en mars 1837, il n'en purge que la moitié en bénéficiant d'une amnistie occasionnée par le mariage du duc d'Orléans. Dès cette époque, Lagrange est suspecté par certains de ses camarades d'être un indicateur de police, ce qui sera apparemment confirmé une trentaine d'années plus tard.

### Début de carrière dans la police

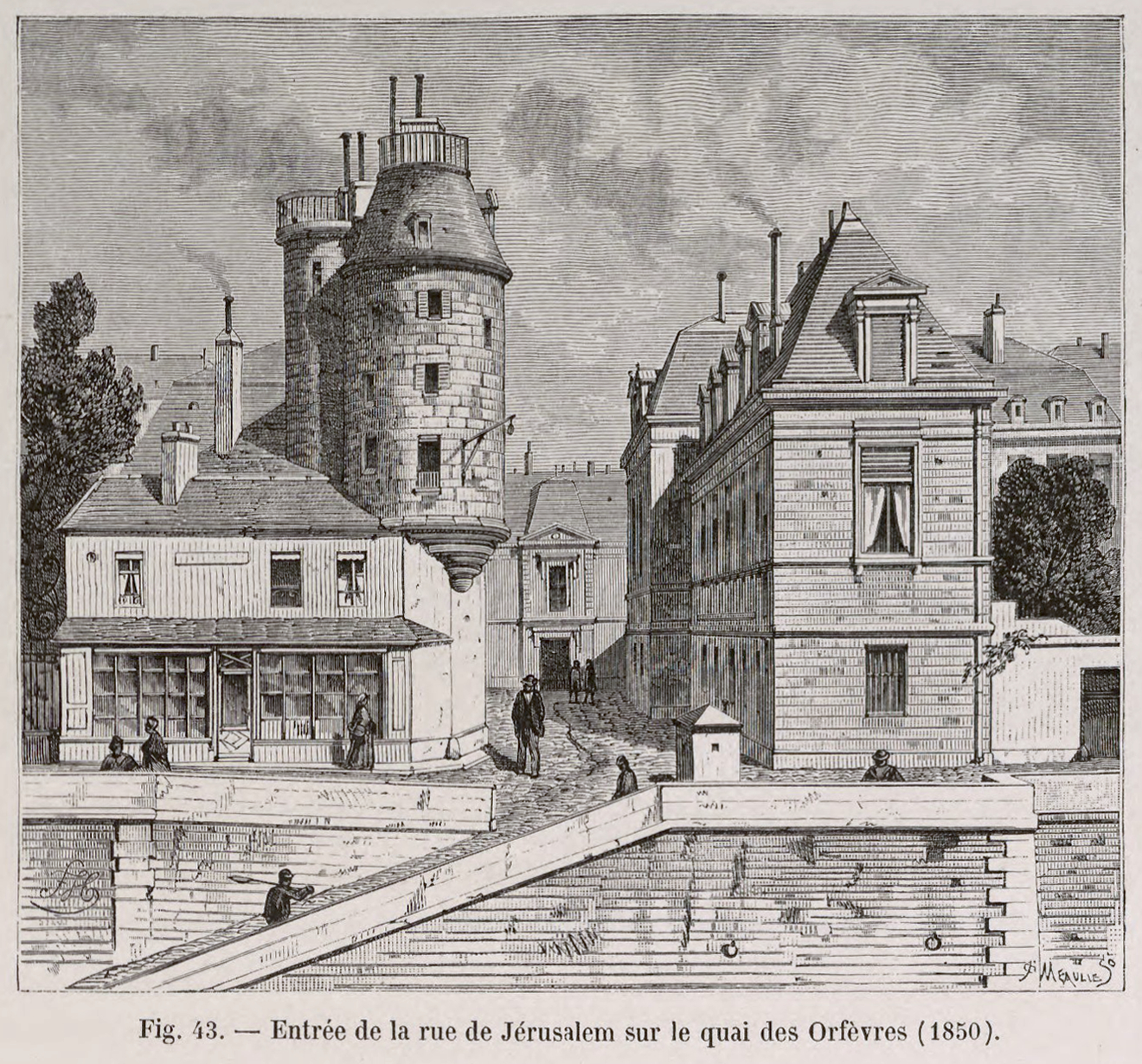
La préfecture de police, rue de Jérusalem, vers 1850.

Insatisfait de son salaire de mécanicien, Lagrange se laisse recruter par le service de Sûreté de la préfecture de police de Paris. En 1842, il entre ainsi dans la police municipale, comme inspecteur au sein de la 4e brigade des recherches, sous les ordres de l'officier de paix Weidenbach. En 1847, il est notamment chargé de surveiller les hommes politiques participant à la campagne des banquets.
En 1849, les convictions bonapartistes de Lagrange lui valent la confiance du nouveau préfet de police, Pierre Carlier, qui lui confie directement une mission à l'insu de son supérieur direct, l'orléaniste Weidenbach. Cette mission, qui consistait à identifier d'éventuels conspirateurs parmi les soldats 10e régiment d'artillerie de Vincennes, est si efficacement menée qu'elle lui permet d'obtenir un poste de brigadier. À l'époque de l'agitation de la Montagne contre l'expédition romaine, Lagrange est détaché, avec Weidenbach, son collègue Xavier Turlure (également bonapartiste) et deux autres agents, auprès du général Changarnier, alors commandant de la Garde nationale et de la 1re division militaire. Ce détachement prend fin après la journée du 13 juin 1849. En août 1850, Lagrange est chargé de préparer la visite du président Louis-Napoléon Bonaparte à Cherbourg.
Inspecteur chef de service à l'époque du coup d'État du 2 décembre 1851, il est détaché peu de temps après de la police municipale (dont le chef, Antoine-Marie-Nicolas Bruzelin, est en mauvais termes avec lui) pour être attaché au cabinet du préfet de police. Au début de l'année 1852, il est nommé officier de paix.
Dans ses Mémoires, Lagrange affirme avoir arrêté Orsini ainsi qu'un de ses complices, Antonio Gomez.

### Chef de la police politique
Après les départs en retraite de Weidenbach et de Turlure (1859), Lagrange, désormais commissaire, est à la tête de la 4e brigade des recherches (ou « brigade politique »), avec une quarantaine d'hommes sous ses ordres, sans compter les « mouchards ». Son poste de commissaire spécial attaché au cabinet du préfet de police est créé par décret du 23 juin 1866 sur la proposition du préfet Pietri.
Le service dirigé par Lagrange aurait momentanément été en concurrence avec la police particulière des Tuileries dirigée jusqu'en 1867 par Louis-Alphonse Hyrvoix, inspecteur général de police des résidences impériales,.
Sous les ordres de Pietri, Lagrange aurait été à l'origine de nombreux faux complots et aurait employé des agents provocateurs afin d'arrêter des opposants et de manipuler l'opinion en faveur du régime impérial. Il semble ainsi avoir joué un rôle important, en février 1870, dans la rafle de plusieurs centaines d'opposants, dont plusieurs, accusés d'avoir préparé un « complot » contre l'empereur, écopent de lourdes peines devant la haute cour de justice réunie à Blois l'été suivant.
Selon Émile de Kératry, successeur de Pietri à la préfecture de police, « celui qui tenait véritablement en main tous les fils policiers et qui possédait tous les secrets, le véritable préfet de police, c'était M. Lagrange. C'était en même temps l'homme le plus dangereux pour l'ordre public ».
Chevalier de la Légion d'honneur depuis 1857, Lagrange a été promu au grade d'officier de cet ordre en 1869. Il est également chevalier de l'Ordre de Frédéric (Wurtemberg) depuis 1860.

### Après le Second Empire

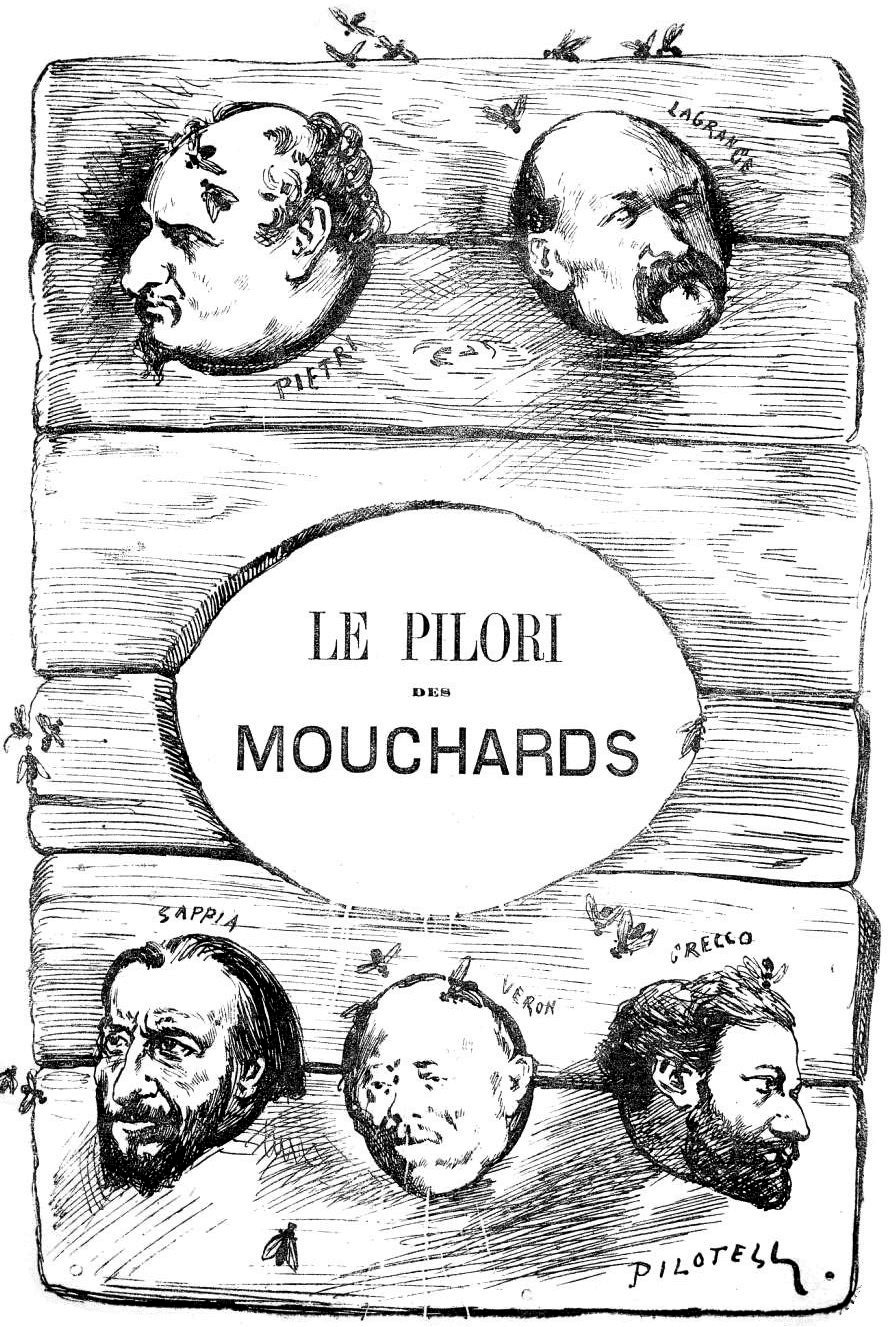
Frontispice, dessiné par Pilotell, du Pilori des mouchards publié par Pierre Vésinier pendant la Commune (1871). La tête de Lagrange est visible en haut, à droite.

À la chute de l'Empire, Lagrange s'empresse de détruire de nombreux documents avant de s'enfuir à Londres. Visé par un mandat d'amener, il est révoqué et remplacé par le révolutionnaire Raoul Rigault, dont le poste est supprimé deux mois plus tard.
De retour en France après l'écrasement de la Commune, Lagrange rejoint sa propriété de Brunoy. À la mi-juin, il se rend à Versailles, auprès du général Valentin, délégué aux fonctions de préfet de police, qui refuse ses offres de service et le met en état d'arrestation. Détenu à Versailles, il y est entendu comme témoin le 12 juillet par la commission d'enquête sur les causes de l'insurrection du 18 mars. Il est finalement remis en liberté moins de deux semaines plus tard.
En 1875, le préfet de police Léon Renault enquête sur les agissements des bonapartistes et affirme que Lagrange serait l'un des dirigeants de la police spéciale du parti bonapartiste, aux côtés de Pietri et de l'ancien chef de cabinet de ce dernier, Charles Mouton.
Au début des années 1880, Lagrange supervise, pour le compte de l'Empire russe, un service chargé de surveiller les nihilistes réfugiés dans la capitale française. Cette police spéciale travaille pour la Troisième section de la Chancellerie Impériale tout en coopérant avec la préfecture de police, ce qui suscite l'indignation des radicaux et des socialistes.
Annoncés dès 1885, les Mémoires de Lagrange sont publiés dans Le Radical entre le 20 mars et le 21 juin 1893.
Lagrange meurt trois ans plus tard, le 20 octobre 1896, à son domicile du no 10 de la rue Bertrand. Le 22 octobre, après une cérémonie en l'église Saint-François-Xavier, il est inhumé au cimetière du Montparnasse (12e division).

## Distinctions
- Officier de la Légion d'honneur (1 aout 1869)[35]

## Personnage de fiction

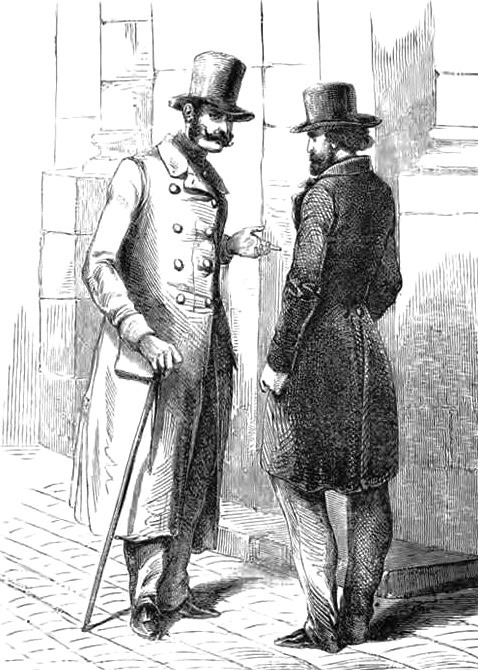
Gravure du XIX choisie par Umberto Eco pour illustrer une rencontre entre Simonini et Lagrange.

Lagrange est l'un des principaux personnages du Cimetière de Prague (2010) d'Umberto Eco.
Le protagoniste du roman, Simon Simonini, est employé comme indicateur par Lagrange entre 1861 et 1871. Contrairement à son modèle historique, l'« homme de la police impériale » reste en fonction entre la chute de l'Empire et celle de la Commune.
Eco l'appelle « Clément Fabre de Lagrange ». Ce nom lui a été donné par erreur en 1966 par l'historien Howard Clyde Payne. Ce dernier a en effet confondu Michel Lagrange avec Clément-Fare Fabre de La Grange (1804-1873), chef de bureau au secrétariat général de la préfecture de police.
Dans la fiction radiophonique Felice Orsini, un combattant de l’indépendance italienne, écrite par Charles Giol et réalisée par Christophe Hocké (Autant en emporte l'histoire, France Inter, 2019), le rôle de Lagrange est interprété par François Loriquet.